# 上海交通大学媒体与设计学院
媒体与设计学院，曾为上海交通大学的一个学院，成立于2002年9月，2017年12月更名为上海交通大学媒体与传播学院。

## 学院建筑
学院位于上海交通大学闵行校区思源南路，毗邻智能电网中心楼、东中院。

## 历史沿革
2015年部分师资力量参与建设上海交通大学文创学院
2017年12月更名为上海交通大学媒体与传播学院，设计系独立为上海交通大学设计学院。

## 现状
媒设学院下设新闻与传播、电影电视、设计、文化产业管理四个系，有工业设计、文化产业管理、广播影视编导、数字新闻与传播、视觉传达艺术设计、景观与环境艺术设计六个本科专业及方向，有新闻学、传播学、美术学、设计艺术学、广播电视艺术学五个硕士点，有传媒EMBA、MFA、工业设计工程硕士、新闻传播专业硕士、数字媒体艺术与技术工程硕士五个专业硕士点，有文化产业、传媒管理两个博士点。目前学院有本科生600余人，硕士生200余人，博士生30余人，留学生200余人。
更名后下设新闻与传播系、电影电视系、文化产业管理系三个系，有传播学、广播影视编导、文化产业管理等3个本科专业（及方向）